# Rubén Paredes
Julio Rubén Paredes Herrera (Ciudad de Guatemala; 18 de octubre de 1952-17 de noviembre de 2022) fue un futbolista guatemalteco que jugaba como delantero.

## Clubes
| Club                    | País        | Año       |
| ----------------------- | ----------- | --------- |
| Zacapa                  | Guatemala   | 1975-1978 |
| Cobán Imperial          | Guatemala   | 1978-1983 |
| Comunicaciones (cesión) | Guatemala   | 1983      |
| Independiente           | El Salvador | 1983-1984 |
| Municipal               | Guatemala   | 1984      |
| Cobán Imperial          | Guatemala   | 1985-1990 |
| Aurora                  | Guatemala   | 1990      |

## Palmarés

### Títulos internacionales
| Título                           | Equipo         | País      | Año  |
| -------------------------------- | -------------- | --------- | ---- |
| Copa Fraternidad Centroamericana | Comunicaciones | Guatemala | 1983 |

### Distinciones individuales
| Distinción                                       | Año  |
| ------------------------------------------------ | ---- |
| Máximo goleador de la Liga Nacional de Guatemala | 1982 |